# Além
Alberto Adão Campos Miguel, meglio noto come Além (Luanda, 6 dicembre 1997), è un calciatore angolano, di ruolo centrocampista.

## Carriera

### Club
Ha iniziato a giocare nella prima divisione angolana nel 2016; in seguito, dopo una stagione in prestito al Progresso, è tornato al Petro Atlético, con cui tra il 2018 ed il 2021 ha giocato complessivamente 22 partite nella CAF Champions League.

### Nazionale
Dopo aver giocato con la nazionale Under-20, ha esordito in nazionale maggiore il 12 giugno 2016.